# Тибетология
Тибетоло́гия — совокупность научных дисциплин, изучающих язык, историю, экономику, культуру, искусство, религию, философию, этнографию, памятники материальной и духовной культуры Тибета.
Учёные, занимающиеся тибетологией, называются тибетологами.

## Историческая справка

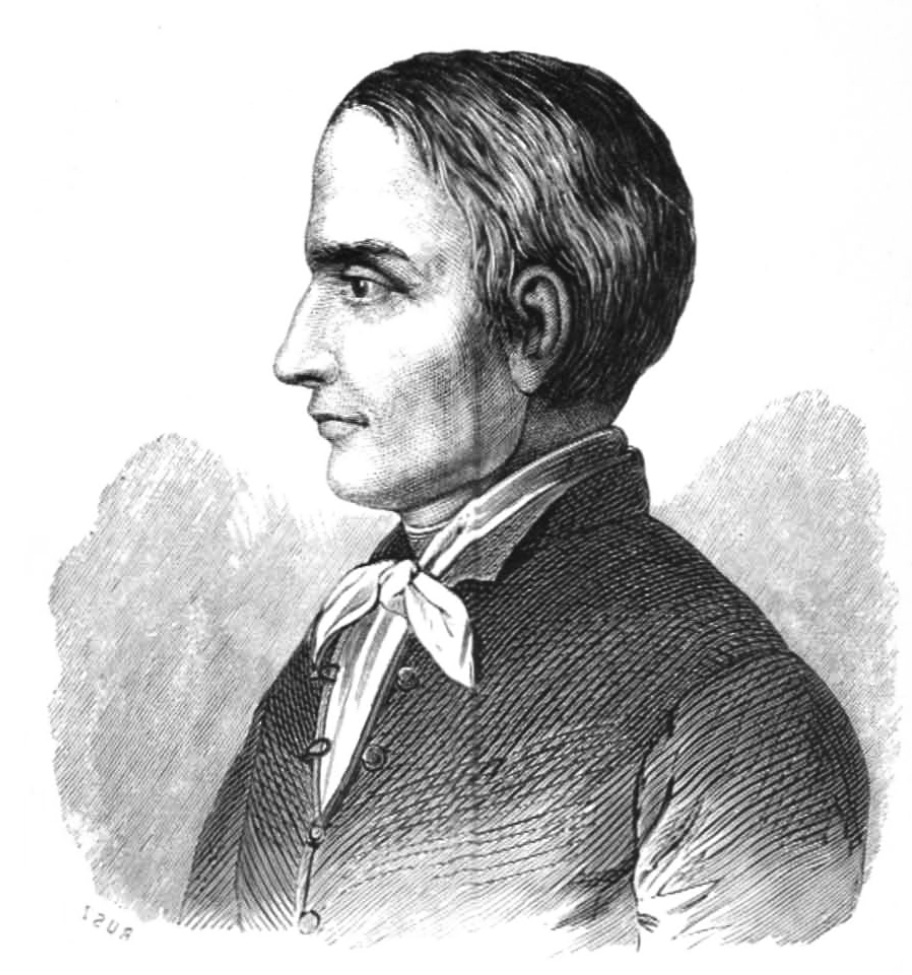
А. Чома де Кёрёш

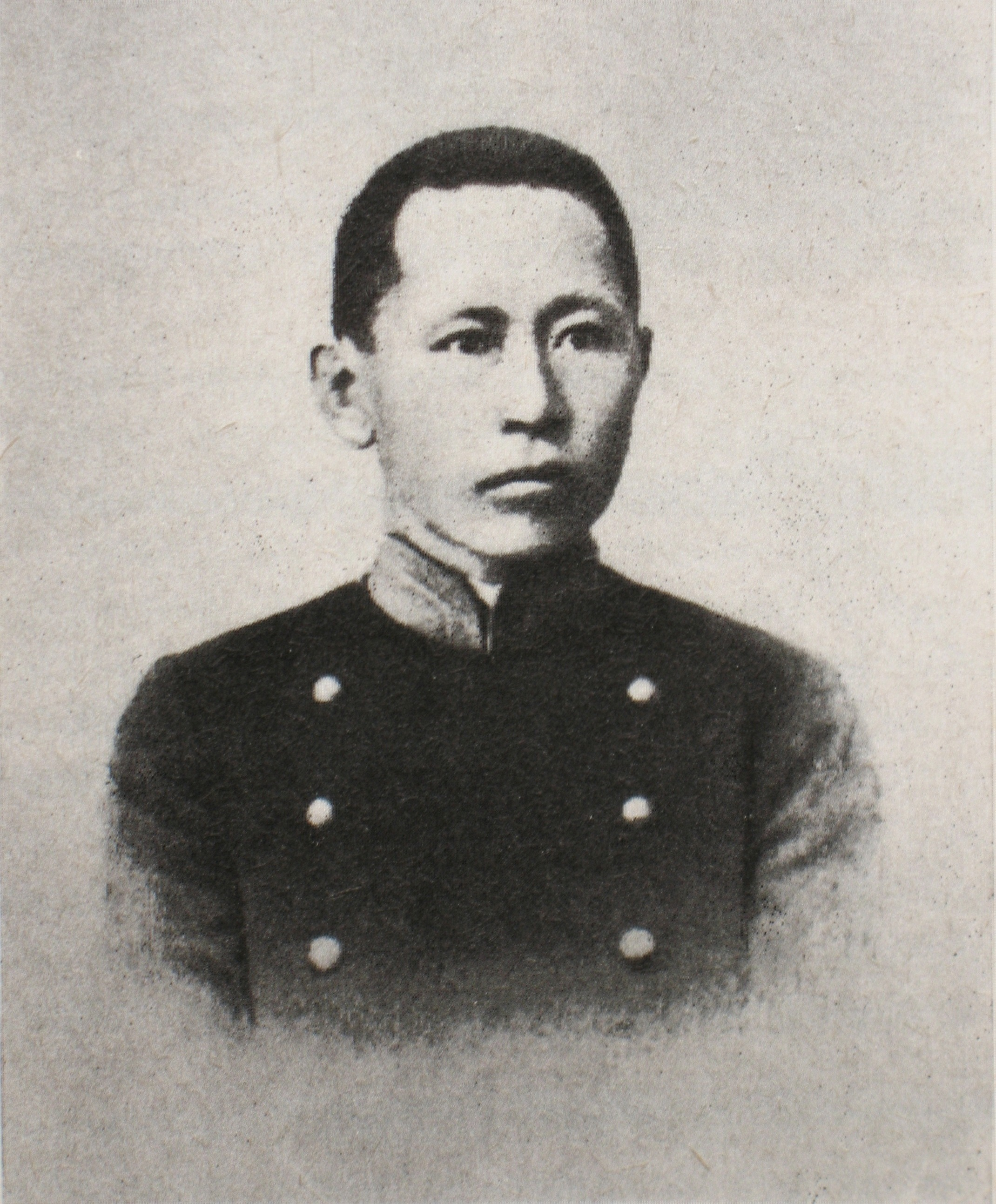
Г. Ц. Цыбиков

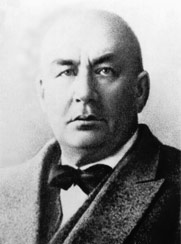
Ф. И. Щербатской

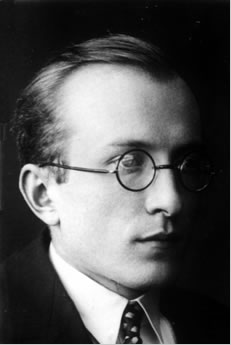
А. И. Востриков

Первые тексты на тибетском языке (очевидно, ойратского происхождения) появляются в России и Европе ещё при Петре I. Однако становление тибетологической науки приходится на первую половину XIX столетия. Оно связано с именами А. Чома де Кёрёша и Я. И. Шмидта, приблизительно в одно время составивших первые европейские словари и грамматики тибетского языка (на английском и русском языках соответственно). 
Их труд позднее был продолжен Ф.-Э. Фуко, А. А. Шифнером, С. Ч. Дасом и другими лингвистами, занявшимися переводами тибетских материалов на европейские языки. Одна из пионерских ролей принадлежала и русскому синологу Н. Я. Бичурину, исследовавшему историю Тибета, который впервые и в большом объёме привлёк для этой цели данные китайской историографии.
Одним из главных отечественных и мировых центров тибетологии являлся и отчасти продолжает являться Санкт-Петербург (Ленинград). Здесь работали В. П. Васильев, А. М. Позднеев, С. Ф. Ольденбург, Ф. И. Щербатской и Г. Ц. Цыбиков. 
Знатоки многих языков, востоковеды широкого профиля, эти учёные не являлись тибетологами в узком смысле слова. Тем не менее, они подготовили почву для развития дисциплины в советский период, оказав при этом влияние на зарубежных исследователей. Так, в 1897 г. индологи и буддологи С. Ф. Ольденбург и Ф. И. Щербатской организовали издание всемирно известной научной серии «Bibliotheca Buddhica», где в последующие годы неоднократно публиковались тексты, используемые в тибетской буддийской традиции. Участие в изучении тибетского буддизма принимал и крупный монголовед А. М. Позднеев, а его ученик Г. Ц. Цыбиков в 1900—1901 гг. по заданию РГО лично побывал в Лхасе, сделав десятки фотографий и оставив подробные описания тибетской столицы и её окрестностей.
В 1930 году в Ленинграде был создан Институт востоковедения АН СССР. Его сотрудники, ученики Щербатского А. И. Востриков, Б. В. Семичов и Е. Е. Обермиллер успели внести большой вклад в изучение тибетской литературы. В 1936 г. в институте организовали специальное тибетологическое отделение. Однако уже спустя год всё учреждение было разгромлено в ходе сталинских репрессий. Война и репрессии нанесли тяжёлый удар по российской тибетологии, после которого она не оправилась до сих пор.
Во второй четверти XX века научный интерес к Тибету активизируется и в Западной Европе. Учёные и путешественники, англичанин Ч. А. Белл, француз Ж. Бако и итальянец Дж. Туччи становятся основателями тибетологических школ в своих странах. В ходе полевых изысканий ими были собраны большие коллекции тибетских предметов и текстов, сделаны многочисленные рисунки и фотографии. Их труды дополнительно расширили географические и этнографические знания о регионе, пролили свет на малоизученные культурно-исторические и общественно-политические проблемы Тибета, и стали настольными книгами для современных исследователей.

## Современные научные центры тибетологии

### В России
- Институт восточных рукописей РАН (ряд научных отделов), Санкт-Петербург
- Институт монголоведения, буддологии и тибетологии СО РАН, Улан-Удэ
- Кафедра монголоведения и тибетологии Восточного факультета СПбГУ

### За рубежом

#### Индия
- Институт Норбулинка (Norbulingka Institute), Дхарамсала
- Институт тибетологии Намгьял (Namgyal Institute of Tibetology), Гангток
- Центральный институт высших тибетологических исследований (Central Institute of Higher Tibetan Studies), Сарнатх

#### Канада
- Тибетская академия общественных наук (Tibet Academy of Social Sciences), Оттава

#### Китай
- Тибетские научные филиалы Академии общественных наук КНР
- Китайский исследовательский центр тибетологии (中国藏学研究中心), Пекин

Всего, по статистическим данным, в Китае в области тибетологии работают более 50 учреждений с численностью 1000 человек учёного персонала.
Также вот уже более 20 лет китайское издательство «Тибетология» знакомит читателей с Тибетом.  Опубликованы «Современная энциклопедия тибетологии» на китайском языке и «Энциклопедия тибетологии Дунгэ» на тибетском языке.

## Объекты изучения тибетологии
- Тибетский язык
- Тибетская литература
- История Тибета
- Искусство Тибета
- Религии Тибета (бон и буддизм)
- Тибетская астрология
- Тибетская медицина